# Plateforme éditoriale
Une plateforme éditoriale ou plate-forme éditoriale est un outil de travail collaboratif utilisable en ligne au moyen d'un navigateur web permettant la gestion et/ou la production de publications destinées à l'impression (ou publications print).
Les solutions les plus ergonomiques permettent aux collaborateurs de participer à la mise en page d'un document pour y intégrer leurs rédactionnels ou leurs photos.
Ce type de dispositif éditorial est généralement distribué en mode hébergé (ASP) ou sous forme d'application web (SaaS).

## Niveaux d'intégration
Sous le même terme de plateforme éditoriale peuvent être regroupés des outils n'ayant pas le même niveau d'intégration du métier d'édition. Ainsi, on distingue les deux sous-catégories suivantes  :
- les plateformes de gestion, réduites à un outil de travail collaboratif permettant d'échanger informations et documents et suivre l'avancement de la publication ;
- les plateformes de production, permettant en plus de gérer la publication de la produire intégralement en ligne. Elles intègrent le plus souvent un service d'impression centralisé.